# 滋賀県道219号豊郷停車場線
滋賀県道219号豊郷停車場線（しがけんどう219ごう とよさとていしゃじょうせん）は、滋賀県犬上郡豊郷町を通る一般県道である。

## 概要
犬上郡豊郷町大字八目から犬上郡豊郷町大字高野瀬にいたる。

### 路線データ
- 起点：犬上郡豊郷町大字八目（近江鉄道本線 豊郷駅前）
- 終点：犬上郡豊郷町大字高野瀬（高野瀬交差点、国道8号交点）
- 総延長：1.3 km

## 路線状況

### 重複区間
- 旧中山道（犬上郡豊郷町大字八目 - 犬上郡豊郷町大字高野瀬・高野瀬東交差点）

## 地理

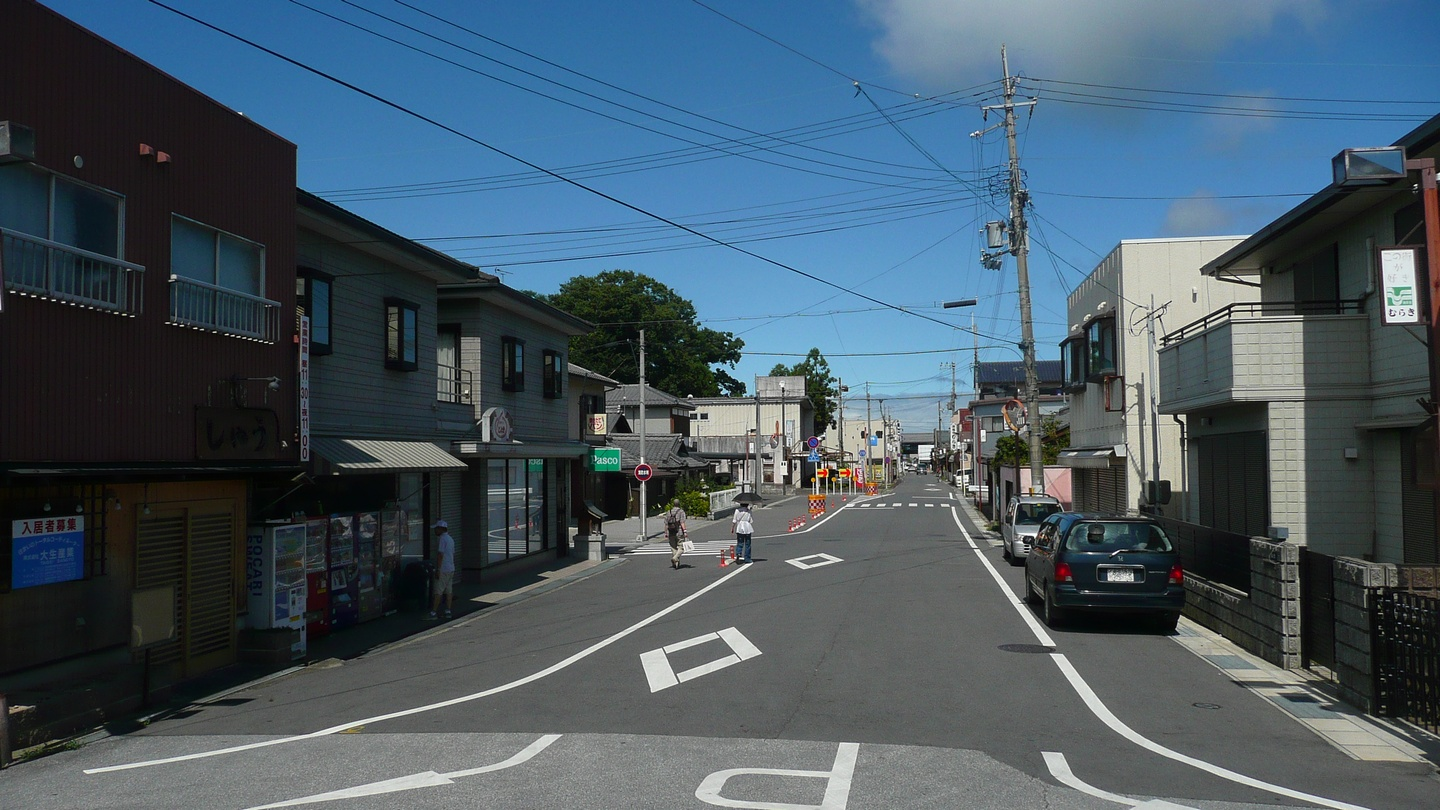
近江鉄道本線 豊郷駅前

### 通過する自治体
- 滋賀県
  - 犬上郡豊郷町

### 交差する道路
| 交差する道路                                    | 交差する場所 | 交差する場所        |
| ----------------------------------------------- | ------------ | ------------------- |
| 滋賀県道542号安食西八目線 旧中山道 重複区間起点 | 大字八目     |                     |
| 滋賀県道222号北落豊郷線 旧中山道 重複区間終点   | 大字高野瀬   | 高野瀬東交差点      |
| 国道8号                                         | 大字高野瀬   | 高野瀬交差点 / 終点 |

### 沿線
- 近江鉄道本線 豊郷駅
- 財団法人豊郷病院
- 滋賀銀行 豊郷支店
- スーパー丸善
- 豊郷町立豊日中学校
- 近江電線
- 積水エフ・エフ・ユー工業